# Clayton (Nou Mèxic)
Clayton és una població dels Estats Units i seu del comtat de Union a l'estat de Nou Mèxic. Segons el cens del 2000 tenia 2.524 habitants.

## Demografia
Segons el cens del 2000, Clayton tenia 2.524 habitants, 1.079 habitatges, i 691 famílies. La densitat de població era de 206,9 habitants per km².
Dels 1.079 habitatges en un 30,5% hi vivien nens de menys de 18 anys, en un 47,6% hi vivien parelles casades, en un 11,7% dones solteres, i en un 35,9% no eren unitats familiars. En el 33,7% dels habitatges hi vivien persones soles el 18,2% de les quals corresponia a persones de 65 anys o més que vivien soles. El nombre mitjà de persones vivint en cada habitatge era de 2,32 i el nombre mitjà de persones que vivien en cada família era de 2,99.
Per edats la població es repartia de la següent manera: un 27,7% tenia menys de 18 anys, un 6,3% entre 18 i 24, un 23,8% entre 25 i 44, un 23,6% de 45 a 60 i un 18,7% 65 anys o més.
L'edat mediana era de 40 anys. Per cada 100 dones de 18 o més anys hi havia 92,4 homes.
La renda mediana per habitatge era de 25.600 $ i la renda mediana per família de 30.109 $. Els homes tenien una renda mediana de 26.554 $ mentre que les dones 17.054 $. La renda per capita de la població era de 13.967 $. Aproximadament el 14,2% de les famílies i el 17,9% de la població estaven per davall del llindar de pobresa.

## Poblacions més properes
El següent diagrama mostra les poblacions més properes.